# Narodowa Konwencja Baptystyczna USA
Narodowa Konwencja Baptystyczna USA – jest największym afroamerykańskim wyznaniem chrześcijańskim, w Stanach Zjednoczonych i drugą baptystyczną denominacją na świecie. Według spisu denominacyjnego z 2020 roku łącznie do Narodowej Konwencji Baptystycznej należy ponad 8,4 miliona członków, zrzeszonych w 21.145 zborach. 
Narodowa Konwencja Baptystyczna została założona w 1880 roku w Montgomery w Alabamie. Należy do Światowego Związku Baptystycznego.